# Мич Макконъл
Адисън Мичъл Макконъл (на английски: Addison Mitchell McConnell) е американски политик от Републиканската партия.

## Биография
Роден е на 20 февруари 1942 година в Шефилд, щата Алабама, в семейството на военен от ирландскошотландски произход, което по-късно се премества в Атланта, а през 1956 година – в Луисвил. През 1964 година получава бакалавърска степен по политически науки в Луисвилския университет, а през 1967 година защитава магистратура по право в Кентъкийския университет. Работи като помощник на сенатора Марлоу Кук (1968 – 1970), като адвокат в Луисвил (1971 – 1974) и като заместник-помощник на главния прокурор (1974 – 1977). От 1977 година е избиран двукратно за съдия-администратор на окръг Джеферсън, а от 1984 година многократно е преизбиран за сенатор от Кентъки. През 2007 година оглавява групата на Републиканската партия в Сената, която в периода януари 2015 – януари 2021 има мнозинство.
Макконъл е най-дълго прослужилият лидер на републиканците в Сената и е определян като „най-влиятелния лидер на мнозинство в Сената от Линдън Джонсън насам“. Въпреки принадлежността им към двете основни опониращи си партии в САЩ, за Макконъл се смята, че има добри професионални отношения с избрания за президент на страната през 2020 година бивш негов колега от Сената Джо Байдън.